# Coupe d'Afrique des nations de football des moins de 20 ans 2021
Navigation
2019 2023
La 22e Coupe d'Afrique des nations des moins de 20 ans se déroule du 14 février au 6 mars 2021 en Mauritanie.
Elle se conclut en finale sur la victoire du Ghana face à l'Ouganda. La Gambie termine troisième.

## Préparation

### Désignation du pays organisateur
Le 28 septembre 2018 à Charm el-Cheikh, le comité exécutif de la CAF décide que la CAN des moins de 20 ans 2021 sera organisée en Mauritanie. Il s'agira de la première grande compétition de football organisée par le pays.

### Villes et stades
| [[Fichier:Mauritania_location_map.svg\|300px\|{{#if:\|{{{alt}}}\|Les 2 villes hôtes est dans la page Mauritanie.]]Nouadhibou Nouakchott Les 2 villes hôtes (Mauritanie) |

### Stades
| Stade Cheikha Ould Boïdiya    | Stade olympique de Nouakchott |
| ----------------------------- | ----------------------------- |
| Stade Cheikha Ould Boïdiya    | Stade Olympique               |
|                               |                               |
| Capacité : 8,200              | Capacité : 20 000             |
| Stade municipal de Nouadhibou |                               |
| Capacity: 10,300              |                               |
|                               |                               |

Les villes de Nouadhibou et Nouakchott sont retenues pour abriter la compétition .
Le nouveau Stade municipal de Nouadhibou construit à Nouadhibou, accueillera le match d'ouverture.

## Participants

### Joueurs
Les joueurs éligibles doivent être nés le 1er janvier 2001 ou après.

### Équipes
| Équipe                    | Participation à la phase finale | Meilleure performance en phase finale |
| ------------------------- | ------------------------------- | ------------------------------------- |
| Mauritanie                | 1re                             | Première participation                |
| Gambie                    | 3e                              | Médaille de bronze                    |
| Ouganda                   | 1re                             | Première participation                |
| Tanzanie                  | 1re                             | Première participation                |
| Mozambique                | 1re                             | Première participation                |
| Namibie                   | 1re                             | Première participation                |
| Ghana                     | 12e                             | Médaille d’or                         |
| Burkina Faso              | 4e                              | Quatrième                             |
| République centrafricaine | 1re                             | Première participation                |
| Cameroun                  | 6e                              | Médaille d’or                         |
| Maroc                     | 6e                              | Médaille d’or                         |
| Tunisie                   | 2e                              | Médaille d'argent                     |

## Qualifications
L’équipe de la Mauritanie est directement qualifié en tant que pays organisateur. Il s'agit de sa première participation à la compétition.
La Coupe d’Afrique des nations U20 se jouant désormais à 12 équipes contrairement aux précédentes éditions (8), chaque zone qualifie deux pays à l’exception des zones de provenance du pays organisateur.
Les éliminatoires se déroulent du 20 au 29 novembre pour la zone A de l’UFOA et donneront une équipe qualifiée.
Initialement prévues du 18 novembre au 2 décembre, les éliminatoires de la zone B de l’UFOA B sont reportées à une date ultérieure.
Pour les équipes de l'UNAF, le tournoi qualificatif du 9 au 24 novembre est reporté du 15 décembre au 28 décembre 2020 sur demande de la Tunisie pour cause de coronavirus.
Le président de l'UNIFFAC confirme que les matchs de zone auront lieu au Tchad en novembre après plusieurs reports.
Les éliminatoires de la zone CECAFA ont lieu du 22 novembre au 6 décembre.
Les équipes de la COSAFA jouent leur qualification du 3 au 13 décembre.
Les vainqueurs et finalistes de chaque tournoi se qualifient pour les phases finales continentales pour désigner les douze autres pays participants.

## Compétition

### Tirage au sort
Le tirage au sort est organisé au Caire le 25 janvier 2021
| Groupe A   | Groupe B                  | Groupe C |
| ---------- | ------------------------- | -------- |
| Mauritanie | Burkina Faso              | Ghana    |
| Cameroun   | Tunisie                   | Tanzanie |
| Ouganda    | Namibie                   | Gambie   |
| Mozambique | République centrafricaine | Maroc    |

### Premier tour
Les douze équipes qualifiées sont réparties en trois groupes de quatre est ensuite un groupe des troisième meilleur de chaque poule . Les deux premiers de chaque groupe se qualifient pour les demi-finales.

#### Groupe A
| Rang | Équipe     | Pts | J | G | N | P | Bp | Bc | Diff |
| ---- | ---------- | --- | - | - | - | - | -- | -- | ---- |
| 1    | Cameroun   | 9   | 3 | 3 | 0 | 0 | 6  | 1  | +5   |
| 2    | Ouganda    | 6   | 3 | 2 | 1 | 1 | 4  | 1  | +3   |
| 3    | Mauritanie | 3   | 3 | 1 | 0 | 2 | 3  | 3  | 0    |
| 4    | Mozambique | 0   | 3 | 0 | 0 | 3 | 1  | 8  | -7   |

| 14 février 2021 | Mauritanie | 0–1 | Cameroun    | Stade olympique de Nouakchott                  |                                                |
| 21:00 (UTC+1)   |            |     | 81e Jang Jr | Arbitrage : Mutaz Ibrahim Al-Shalmani (Libyen) | Arbitrage : Mutaz Ibrahim Al-Shalmani (Libyen) |

| 17 février 2021 | Ouganda                            | 2–0 | Mozambique | Stade olympique de Nouakchott          |                                        |
| 14:00 (UTC+1)   | Kazooka 57e (pen.) · Sserwadda 86e |     |            | Arbitrage : Mohamed Ali Moussa (Niger) | Arbitrage : Mohamed Ali Moussa (Niger) |

| 17 février 2021 | Cameroun    | 1 - 0 | Ouganda | Stade olympique de Nouakchott                |                                              |
| 17:00 (UTC+1)   | Jang Jr 32e |       |         | Arbitrage : Souleiman Ahmed Djama (Djibouti) | Arbitrage : Souleiman Ahmed Djama (Djibouti) |

| 17 février 2021 | Mauritanie                  | 2 - 0 | Mozambique | Stade olympique de Nouakchott           |                                         |
| 20:00 (UTC+1)   | M'Bareck 19e · Sangharé 29e |       |            | Arbitrage : Alhadj Allaou Mahamat Tchad | Arbitrage : Alhadj Allaou Mahamat Tchad |

| 20 février 2021 | Cameroun                                       | 4 - 1 | Mozambique    | Stade olympique de Nouakchott                      |                                                    |
| 20:00 (UTC+1)   | Eto'o Pineda 7e 45+3e · Milla 47e · Yahaya 87e |       | 85e Lorenzoni | Arbitrage : Kalilou Ibrahim Traoré (Côte d’Ivoire) | Arbitrage : Kalilou Ibrahim Traoré (Côte d’Ivoire) |

| 20 février 2021 | Mauritanie          | 1 - 2 | Ouganda                            | Stade olympique de Nouakchott                      |                                                    |
| 20:00 (UTC+1)   | Sangharé 40e (pen.) |       | 60e Sserwadda · 89e (pen.) Kazooka | Arbitrage : Ibrahim Kalilou Traoré (Côte d’Ivoire) | Arbitrage : Ibrahim Kalilou Traoré (Côte d’Ivoire) |

#### Groupe B
| Rang | Équipe                    | Pts | J | G | N | P | Bp | Bc | Diff |
| ---- | ------------------------- | --- | - | - | - | - | -- | -- | ---- |
| 1    | Burkina Faso              | 7   | 3 | 2 | 1 | 0 | 4  | 1  | +3   |
| 2    | République centrafricaine | 4   | 3 | 1 | 1 | 0 | 4  | 5  | -1   |
| 3    | Tunisie                   | 4   | 3 | 0 | 1 | 1 | 3  | 2  | +1   |
| 4    | Namibie                   | 1   | 3 | 0 | 1 | 2 | 1  | 4  | -3   |

| 15 février 2021 | Burkina Faso | 0–0 | Tunisie | Stade Cheikha Ould Boïdiya           |                                      |
| 17:00 (UTC+1)   |              |     |         | Arbitrage : Samuel Uwikunda (Rwanda) | Arbitrage : Samuel Uwikunda (Rwanda) |

| 15 février 2021 | Namibie     | 1–1 | République centrafricaine | Stade Cheikha Ould Boïdiya               |                                          |
| 20:00 (UTC+1)   | Kandjii 81e |     | 53e Yangao                | Arbitrage : Blaise Yuven Ngwa (Cameroun) | Arbitrage : Blaise Yuven Ngwa (Cameroun) |

| 18 février 2021 | Tunisie               | 2-0 | Namibie | Stade Cheikha Ould Boïdiya             |                                        |
| 17:00 (UTC+1)   | Lamti 28e · Ayari 48e |     |         | Arbitrage : Celso Alvacao (Mozambique) | Arbitrage : Celso Alvacao (Mozambique) |

| 18 février 2021 | République centrafricaine | 1 - 3 | Burkina Faso                          | Stade Cheikha Ould Boïdiya             |                                        |
| 20:00 (UTC+1)   | Ngoma 32e                 |       | 45+1e Bazie · 52e Chardey · 77eBeleme | Arbitrage : Celso Alvacao (Mozambique) | Arbitrage : Celso Alvacao (Mozambique) |

| 21 février 2021 | Burkina Faso | 1 - 0 | Namibie | Stade Cheikha Ould Boïdiya |  |
| 20:00 (UTC+1)   | Botué 90e    |       |         |                            |  |

| 21 février 2021 | Tunisie           | 1 - 2 | République centrafricaine | Stade Cheikha Ould Boïdiya |  |
| 20:00 (UTC+1)   | Labidi 84e (pen.) |       | 5e Gombe-Fei · 6e Yapéndé |                            |  |

#### Groupe C
| Rang | Équipe   | Pts | J | G | N | P | Bp | Bc | Diff |
| ---- | -------- | --- | - | - | - | - | -- | -- | ---- |
| 1    | Maroc    | 7   | 3 | 2 | 1 | 0 | 4  | 0  | +4   |
| 2    | Gambie   | 4   | 3 | 1 | 1 | 1 | 3  | 3  | 0    |
| 3    | Ghana    | 4   | 3 | 1 | 1 | 1 | 5  | 2  | +3   |
| 4    | Tanzanie | 1   | 3 | 0 | 1 | 2 | 1  | 8  | -7   |

| 16 février 2021 | Ghana                                   | 4 - 0 | Tanzanie | Stade municipal de Nouadhibou      |                                    |
| 17:00 (UTC+1)   | Boah 7e 70e · Issahaku 30e · Barnes 89e |       |          | Arbitrage : Mehrez Melki (Tunisie) | Arbitrage : Mehrez Melki (Tunisie) |

| 16 février 2021 | Gambie | 0 - 1 | Maroc               | Stade municipal de Nouadhibou                   |                                                 |
| 20:00 (UTC+1)   |        |       | 26e (pen.) Moubarik | Arbitrage : Mahmood Ali Mahmood Ismail (Soudan) | Arbitrage : Mahmood Ali Mahmood Ismail (Soudan) |

| 19 février 2021 | Tanzanie    | 1 - 1 | Gambie     | Stade municipal de Nouadhibou           |                                         |
| 17:00 (UTC+1)   | Miroshi 88e |       | 38e Bojang | Arbitrage : Abdelaziz Bouh (Mauritanie) | Arbitrage : Abdelaziz Bouh (Mauritanie) |

| 19 février 2021 | Maroc | 0 - 0 | Ghana | Stade municipal de Nouadhibou           |                                         |
| 20:00 (UTC+1)   |       |       |       | Arbitrage : Abdelaziz Bouh (Mauritanie) | Arbitrage : Abdelaziz Bouh (Mauritanie) |

| 22 février 2021 | Ghana       | 1 - 2 | Gambie                   | Stade municipal de Nouadhibou |  |
| 20:00 (UTC+1)   | Issahaku 9e |       | 16e Drammeh · 33e Jallow |                               |  |

| 22 février 2021 | Maroc                                         | 3 - 0 | Tanzanie | Stade municipal de Nouadhibou             |                                           |
| 20:00 (UTC+1)   | Moubarik 4e (pen.) · Essahel 8e · Mouloua 13e |       |          | Arbitrage : Jean Ouattara ( Burkina Faso) | Arbitrage : Jean Ouattara ( Burkina Faso) |

#### Meilleurs troisièmes

##### Classement
Trois équipes classées troisièmes de leur poule sont repêchées pour compléter le tableau quart de finale. Pour désigner les 2 meilleurs troisièmes, un classement est effectué en comparant les résultats dans leur groupe respectif de chacune des équipes :
Règles de départage :
1. Plus grand nombre de points obtenus ;
2. Meilleure différence de buts ;
3. Plus grand nombre de buts marqués ;
4. Classement du fair-play (deux cartons jaunes dans le même match ou un carton rouge direct équivalent à -3 points, et un carton jaune à -1 point)

| Rang | Équipe     | Pts | J | G | N | P | Bp | Bc | Diff |
| ---- | ---------- | --- | - | - | - | - | -- | -- | ---- |
| 1    | Ghana      | 4   | 3 | 1 | 1 | 1 | 5  | 2  | +3   |
| 2    | Tunisie    | 4   | 3 | 0 | 1 | 1 | 3  | 2  | +1   |
| 3    | Mauritanie | 3   | 3 | 1 | 0 | 2 | 3  | 3  | 0    |

     Équipe qualifiée en tant que meilleure 3e.

### Tableau final
|  | Quarts de finale                               | Quarts de finale                               | Quarts de finale                                         | Quarts de finale                               |         |         | Demi-finales                                             | Demi-finales                                             | Demi-finales                                             | Demi-finales                                             |                                                     |                                                     | Finale                                     | Finale                                     | Finale                                     | Finale                                     |
|  |                                                |                                                |                                                          |                                                |         |         |                                                          |                                                          |                                                          |                                                          |                                                     |                                                     |                                            |                                            |                                            |                                            |
|  | 25 février 2021, Stade olympique de Nouakchott | 25 février 2021, Stade olympique de Nouakchott | 25 février 2021, Stade olympique de Nouakchott           | 25 février 2021, Stade olympique de Nouakchott |         |         | 1er mars 2021, Stade olympique de Nouakchott, Mauritanie | 1er mars 2021, Stade olympique de Nouakchott, Mauritanie | 1er mars 2021, Stade olympique de Nouakchott, Mauritanie | 1er mars 2021, Stade olympique de Nouakchott, Mauritanie |                                                     |                                                     | 6 mars 2021, Stade olympique de Nouakchott | 6 mars 2021, Stade olympique de Nouakchott | 6 mars 2021, Stade olympique de Nouakchott | 6 mars 2021, Stade olympique de Nouakchott |
|  | 25 février 2021, Stade olympique de Nouakchott | 25 février 2021, Stade olympique de Nouakchott | 25 février 2021, Stade olympique de Nouakchott           | 25 février 2021, Stade olympique de Nouakchott |         |         | 1er mars 2021, Stade olympique de Nouakchott, Mauritanie | 1er mars 2021, Stade olympique de Nouakchott, Mauritanie | 1er mars 2021, Stade olympique de Nouakchott, Mauritanie | 1er mars 2021, Stade olympique de Nouakchott, Mauritanie |                                                     |                                                     | 6 mars 2021, Stade olympique de Nouakchott | 6 mars 2021, Stade olympique de Nouakchott | 6 mars 2021, Stade olympique de Nouakchott | 6 mars 2021, Stade olympique de Nouakchott |
|  | Cameroun                                       | Cameroun                                       | 1 (2)                                                    | 1 (2)                                          |         |         | 1er mars 2021, Stade olympique de Nouakchott, Mauritanie | 1er mars 2021, Stade olympique de Nouakchott, Mauritanie | 1er mars 2021, Stade olympique de Nouakchott, Mauritanie | 1er mars 2021, Stade olympique de Nouakchott, Mauritanie |                                                     |                                                     | 6 mars 2021, Stade olympique de Nouakchott | 6 mars 2021, Stade olympique de Nouakchott | 6 mars 2021, Stade olympique de Nouakchott | 6 mars 2021, Stade olympique de Nouakchott |
|  | Cameroun                                       | Cameroun                                       | 1 (2)                                                    | 1 (2)                                          |         |         | 1er mars 2021, Stade olympique de Nouakchott, Mauritanie | 1er mars 2021, Stade olympique de Nouakchott, Mauritanie | 1er mars 2021, Stade olympique de Nouakchott, Mauritanie | 1er mars 2021, Stade olympique de Nouakchott, Mauritanie |                                                     |                                                     | 6 mars 2021, Stade olympique de Nouakchott | 6 mars 2021, Stade olympique de Nouakchott | 6 mars 2021, Stade olympique de Nouakchott | 6 mars 2021, Stade olympique de Nouakchott |
|  | Ghana                                          | Ghana                                          | 1 (4)                                                    | 1 (4)                                          |         |         | 1er mars 2021, Stade olympique de Nouakchott, Mauritanie | 1er mars 2021, Stade olympique de Nouakchott, Mauritanie | 1er mars 2021, Stade olympique de Nouakchott, Mauritanie | 1er mars 2021, Stade olympique de Nouakchott, Mauritanie |                                                     |                                                     | 6 mars 2021, Stade olympique de Nouakchott | 6 mars 2021, Stade olympique de Nouakchott | 6 mars 2021, Stade olympique de Nouakchott | 6 mars 2021, Stade olympique de Nouakchott |
|  | Ghana                                          | Ghana                                          | 1 (4)                                                    | 1 (4)                                          | Ghana   | Ghana   | 1                                                        | 1                                                        |                                                          |                                                          |                                                     |                                                     | 6 mars 2021, Stade olympique de Nouakchott | 6 mars 2021, Stade olympique de Nouakchott | 6 mars 2021, Stade olympique de Nouakchott | 6 mars 2021, Stade olympique de Nouakchott |
|  | 26 février 2021, Stade olympique de Nouakchott |                                                |                                                          |                                                | Ghana   | Ghana   | 1                                                        | 1                                                        |                                                          |                                                          |                                                     |                                                     | 6 mars 2021, Stade olympique de Nouakchott | 6 mars 2021, Stade olympique de Nouakchott | 6 mars 2021, Stade olympique de Nouakchott | 6 mars 2021, Stade olympique de Nouakchott |
|  |                                                |                                                | Gambie                                                   | Gambie                                         | 0       | 0       |                                                          |                                                          |                                                          |                                                          |                                                     |                                                     | 6 mars 2021, Stade olympique de Nouakchott | 6 mars 2021, Stade olympique de Nouakchott | 6 mars 2021, Stade olympique de Nouakchott | 6 mars 2021, Stade olympique de Nouakchott |
|  | Centrafrique                                   | Centrafrique                                   | Gambie                                                   | Gambie                                         | 0       | 0       | 0                                                        | 0                                                        |                                                          |                                                          |                                                     |                                                     | 6 mars 2021, Stade olympique de Nouakchott | 6 mars 2021, Stade olympique de Nouakchott | 6 mars 2021, Stade olympique de Nouakchott | 6 mars 2021, Stade olympique de Nouakchott |
|  | Centrafrique                                   | Centrafrique                                   | 1er mars 2021, Stade olympique de Nouakchott, Mauritanie |                                                |         |         | 0                                                        | 0                                                        |                                                          |                                                          |                                                     |                                                     | 6 mars 2021, Stade olympique de Nouakchott | 6 mars 2021, Stade olympique de Nouakchott | 6 mars 2021, Stade olympique de Nouakchott | 6 mars 2021, Stade olympique de Nouakchott |
|  | Gambie                                         | Gambie                                         | 3                                                        | 3                                              |         |         |                                                          |                                                          |                                                          |                                                          |                                                     |                                                     | 6 mars 2021, Stade olympique de Nouakchott | 6 mars 2021, Stade olympique de Nouakchott | 6 mars 2021, Stade olympique de Nouakchott | 6 mars 2021, Stade olympique de Nouakchott |
|  | Gambie                                         | Gambie                                         | 3                                                        | 3                                              | Ghana   | Ghana   | 2                                                        | 2                                                        |                                                          |                                                          |                                                     |                                                     |                                            |                                            |                                            |                                            |
|  | 25 février 2021, Stade Cheikha Ould Boïdiya    |                                                |                                                          |                                                | Ghana   | Ghana   | 2                                                        | 2                                                        |                                                          |                                                          |                                                     |                                                     |                                            |                                            |                                            |                                            |
|  |                                                |                                                | Ouganda                                                  | Ouganda                                        | 0       | 0       |                                                          |                                                          |                                                          |                                                          |                                                     |                                                     |                                            |                                            |                                            |                                            |
|  | Burkina Faso                                   | Burkina Faso                                   | Ouganda                                                  | Ouganda                                        | 0       | 0       | 0 (3)                                                    | 0 (3)                                                    |                                                          |                                                          |                                                     |                                                     |                                            |                                            |                                            |                                            |
|  | Burkina Faso                                   | Burkina Faso                                   |                                                          |                                                |         |         |                                                          |                                                          |                                                          |                                                          |                                                     |                                                     |                                            |                                            |                                            |                                            |
|  | Ouganda                                        | Ouganda                                        | 0 (5)                                                    | 0 (5)                                          |         |         |                                                          |                                                          |                                                          |                                                          |                                                     |                                                     |                                            |                                            |                                            |                                            |
|  | Ouganda                                        | Ouganda                                        | 0 (5)                                                    | 0 (5)                                          | Ouganda | Ouganda | 4                                                        | 4                                                        | Match pour la troisième place                            | Match pour la troisième place                            | Match pour la troisième place                       | Match pour la troisième place                       |                                            |                                            |                                            |                                            |
|  | 26 février 2021, Stade municipal de Nouadhibou |                                                |                                                          |                                                | Ouganda | Ouganda | 4                                                        | 4                                                        | Match pour la troisième place                            | Match pour la troisième place                            | Match pour la troisième place                       | Match pour la troisième place                       |                                            |                                            |                                            |                                            |
|  |                                                |                                                | Tunisie                                                  | Tunisie                                        | 1       | 1       |                                                          |                                                          | 5 mars 2021, Stade Cheikha Ould Boïdiya, Mauritanie      | 5 mars 2021, Stade Cheikha Ould Boïdiya, Mauritanie      | 5 mars 2021, Stade Cheikha Ould Boïdiya, Mauritanie | 5 mars 2021, Stade Cheikha Ould Boïdiya, Mauritanie |                                            |                                            |                                            |                                            |
|  | Maroc                                          | Maroc                                          | Tunisie                                                  | Tunisie                                        | 1       | 1       | 0 (1)                                                    | 0 (1)                                                    | 5 mars 2021, Stade Cheikha Ould Boïdiya, Mauritanie      | 5 mars 2021, Stade Cheikha Ould Boïdiya, Mauritanie      | 5 mars 2021, Stade Cheikha Ould Boïdiya, Mauritanie | 5 mars 2021, Stade Cheikha Ould Boïdiya, Mauritanie |                                            |                                            |                                            |                                            |
|  | Maroc                                          | Maroc                                          |                                                          |                                                |         |         |                                                          | 0 (1)                                                    |                                                          |                                                          | Gambie                                              | Gambie                                              | 0 (4)                                      | 0 (4)                                      |                                            |                                            |
|  | Tunisie                                        | Tunisie                                        | 0 (4)                                                    | 0 (4)                                          |         |         |                                                          |                                                          |                                                          |                                                          | Gambie                                              | Gambie                                              | 0 (4)                                      | 0 (4)                                      |                                            |                                            |
|  | Tunisie                                        | Tunisie                                        | 0 (4)                                                    | 0 (4)                                          | Tunisie | Tunisie | 0 (2)                                                    | 0 (2)                                                    |                                                          |                                                          |                                                     |                                                     |                                            |                                            |                                            |                                            |
|  |                                                |                                                |                                                          |                                                |         |         |                                                          |                                                          |                                                          |                                                          |                                                     |                                                     |                                            |                                            |                                            |                                            |

#### Quarts de finale
| 25 février 2021 | Cameroun                       | 1 - 1 a. p.     | Ghana                             | Stade olympique de Nouakchott              |                                            |
| 17:00 (UTC+1)   | Milla 103e                     | (0-0, 1-1)      | 104e Boateng                      | Arbitrage : Mahamat Alhadji Allaou (Tchad) | Arbitrage : Mahamat Alhadji Allaou (Tchad) |
| 17:00 (UTC+1)   | Alioum · Ibrahim · Ali · Milla | Tirs au but 2-4 | Boah · Mensah · Assinki · Afriyie | Arbitrage : Mahamat Alhadji Allaou (Tchad) | Arbitrage : Mahamat Alhadji Allaou (Tchad) |

| 25 février 2021 | Burkina Faso                    | 0 - 0 a. p.     | Ouganda                                      | Stade Cheikha Ould Boïdiya               |                                          |
| 20:00 (UTC+1)   |                                 | (0-0, 0-0)      |                                              | Arbitrage : Blaise Yuven Ngwa (Cameroun) | Arbitrage : Blaise Yuven Ngwa (Cameroun) |
| 20:00 (UTC+1)   | Djiga · Chardey · Diané · Bamba | Tirs au but 3-5 | Kazooka · Bukenya · Yiga · Bogere · Semakula | Arbitrage : Blaise Yuven Ngwa (Cameroun) | Arbitrage : Blaise Yuven Ngwa (Cameroun) |

| 26 février 2021 | Maroc                          | 0 - 0 a. p.     | Tunisie                              | Stade municipal de Nouadhibou                 |                                               |
| 17:00 (UTC+1)   |                                | (0-0, 0-0)      |                                      | Arbitrage : Mutaz Ibrahim Al-Shalmani (Libye) | Arbitrage : Mutaz Ibrahim Al-Shalmani (Libye) |
| 17:00 (UTC+1)   | Maouhoub · Moubarik · Zemraoui | Tirs au but 1-4 | Ben Lamin · Lamti · Mimouni · Labidi | Arbitrage : Mutaz Ibrahim Al-Shalmani (Libye) | Arbitrage : Mutaz Ibrahim Al-Shalmani (Libye) |

| 26 février 2021 | République centrafricaine | 0 - 3      | Gambie                                     | Stade olympique de Nouakchott           |                                         |
| 20:00 (UTC+1)   |                           | (0-1, 0-3) | 5e Fofana · 49e Bojang · 90+2e Alieu Barry | Arbitrage : Abdelaziz Bouh (Mauritanie) | Arbitrage : Abdelaziz Bouh (Mauritanie) |

#### Demi-finales
| 1er mars 2021 | Ghana    | 1 - 0 | Gambie | Stade olympique de Nouakchott        |                                      |
| 17:00 (UTC+1) | Boah 34e |       |        | Arbitrage : Souleiman Djama (Guinée) | Arbitrage : Souleiman Djama (Guinée) |

| 1er mars 2021 | Ouganda                           | 4 - 1 | Tunisie       | Stade olympique de Nouakchott    |                                  |
| 20:30 (UTC+1) | Basangwa 4e · Kazooka 36e 50e 73e |       | 50e Ben Lamin | Arbitrage : Pierre Atcho (Gabon) | Arbitrage : Pierre Atcho (Gabon) |

#### Match pour la troisième place
| 5 mars 2021   | Gambie                                  | 0-0             | Tunisie                                 | Stade Cheikha Ould Boïdiya             |                                        |
| 21:00 (UTC+1) |                                         |                 |                                         | Arbitrage : Celso Alvacao (Mozambique) | Arbitrage : Celso Alvacao (Mozambique) |
| 21:00 (UTC+1) | Bojang · Njie · Barry · Jallow · Kanteh | Tirs au but 4-2 | Ben Lamin · Ayari · Labidi · Ben Zghada | Arbitrage : Celso Alvacao (Mozambique) | Arbitrage : Celso Alvacao (Mozambique) |

#### Finale
| 6 mars 2021   | Ghana           | 2 - 0 | Ouganda | Stade olympique de Nouakchott           |                                         |
| 21:00 (UTC+1) | Afriyie 22e 51e |       |         | Arbitrage : Abdelaziz Bouh (Mauritanie) | Arbitrage : Abdelaziz Bouh (Mauritanie) |
| 21:00 (UTC+1) | Rapport         |       |         | Arbitrage : Abdelaziz Bouh (Mauritanie) | Arbitrage : Abdelaziz Bouh (Mauritanie) |

## Résultats

### Récompenses
| Entraîneur     | Morley Byekwaso                                       |                                                    |                                              |
| Gardien        | Défenseurs                                            | Milieux                                            | Attaquants                                   |
| Danlad Ibrahim | Flory Yangao Blondon Meyapya Jawra Lamin Aziz Kayondo | El Mehdi El Moubarik Lamarana Jallow Chibeb Labidi | Abdul Fatawu.I Kakooza Derrick Joffrey Bazie |

### Joueurs médaillés
| Compétition  | Or | Argent | Bronze |
| ------------ | --- | --- | --- |
| CAN U20 2021 | Ghana William Emmanuel Essu Philomon Baffour Benjamin Aloma Nathaniel Adjei Frank Assinki Emmanuel Essiam Mathew Anim Cudjoe Sampson Agyapong Percious Boah Daniel Afriyie Mohammed Sulemana David Kudjo Patrick Mensah Ivan Anokye Mensah McCarthy Ofori Appiah Kubi Eric Appiah Abdul Mugees Zakaria Samuel Agbenyega Prince Kwabena Adu Ibrahim Danlad Abdul Fatawu Issahaku Samuel Abbey-Ashie Quaye Frank Boateng Emmanuel Agyemang Duah Uzair Alhassan Joselpho Barnes David Acquah Nana Kobina Osoh James Ampofo Sélectionneur : Abdul-Karim Zito | Ouganda Denis Ssenyondwa James Penz Begisa Aziz Kayondo Ramathan Musa Gavin Kizito Kenneth Semakula Joseph Bukenya Steven Sserwadda Ivan Bogere Isma Mugulusi Ivan Asaba Andrew Kawooya Andrew Joseph Kafumbe Najib Yiga Richard Basangwa Davis Ssekajja Byaruhanga Bobosi Jack Komakech Delton Oyo Derrick Kakooza Samuel Ssenyonjo Simon Baligeya Ivan Eyamu Faisal Wabyoona Alpha Thierry Ssali Sélectionneur : Morley Byekwaso | Gambie Lamin Saidy Ba Lamin Sowe Fredina Jatta Adama Kanteh Lamin Jawara Baba Ceesay Habibou Mendy Tijan Muhammed Marr Modou Bojang Kajally Drammeh Alieu Barry Modou Manneh Alagie Saine Lamarana Jallow Momodou Salieu Jallow Bakary Jawara Alagie Kujabi Pa Ebou Dampha Alagie Gibba Wally Fofana Ebou Camara Alagie Saho Mass Njie Momodou Talibeh Jallow Edrissa Ceesay Musa Juwara Mustapha Jah Ethan Bojang Yankuba Sabally Muhammad Malick Lowe Serine Sanneh Sélectionneur : Mattar M'Boge |

| CAN 2021 Junior Vainqueur |
| ------------------------- |
| Ghana 4e titre            |

### Classement des buteurs
5 buts
- Derrick Kakooza

3 buts
- Percious Boah

2 buts
- Etienne Eto'o
- Kevin Prince Milla
- Junior Sunday Jang
- Modou Bojang
- Abdul Fatawu Issahaku
- Daniel Afriyie
- Silly Sanghare
- El Mehdi El Moubarik
- Steven Sserwadda

1 but
- Joffrey Bazié
- Pingwinde Beleme
- Kouamé Botué
- Éric Chardey
- Abdoulaye Yahaya
- Alfred Toussaint Gombe-Fei
- Isaac Ngoma
- Marc Raphael Yapende
- Flory Jean Michael Yangao
- Alieu Barry
- Kajally Drammeh
- Wally Fofana
- Lamarana Jallow
- Joselpho Barnes
- Frank Boateng
- Oumar M'Bareck
- Mohamed Amine Essahel
- Ayoub Mouloua
- Gianluca Lorenzoni
- Penouua Amazing Kandjii
- Novatus Miroshi
- Hassan Ayari
- Adam Ben Lamin
- Chiheb Labidi
- Marc Lamti
- Richard Basangwa

### Qualifications pour le championnat du monde des moins de 20 ans
Les quatre équipes ayant atteint au moins les demi-finales devaient se qualifier pour la Coupe du monde de football des moins de 20 ans 2021 organisée en Indonésie, mais cette compétition est annulée en raison de la pandémie de Covid-19.